# Клайпеда
Кла́йпеда (лит. Klaipėdaо файле; до 1923 года и в 1939—1945 годах официально назывался Ме́мель; нем. Memel) — третий по величине город Литвы после Вильнюса и Каунаса. Расположен в западной части республики, где Балтийское море переходит в Куршский залив. Административный центр Клайпедского уезда. Крупнейший по грузообороту порт стран Балтии. Один из крупнейших незамерзающих морских портов на Балтийском море. Согласно реестру жителей Литвы, население города в 2023 году составило 172 292 человека.
Клайпеда и прилегающий к нему регион имеют особую, отличную от остальной Литвы историю. Данные археологических исследований свидетельствуют о том, что нынешняя территория города была заселена ещё в первые века нашей эры. До 1525 года Мемель принадлежал рыцарям Тевтонского ордена, до 1919 года — Германии, что отразилось на его архитектурном облике. Благодаря своей истории, этнический и языковой состав города был и остаётся разнообразным, хотя в разные периоды истории населявшие город народы менялись. Помимо литовцев, с середины XX века в нём проживает значительное количество русских.
Рекой Данге (наряду с историческим названием, также официально называется Дане, а выше города — Акмена) город разделён на две части — левобережный Старый город и правобережный современный городской центр.

## Этимология
Клайпеда неоднократно меняла своё название. Крепость, основанная немецкими рыцарями на территории древних куршей, носила название Мемель (по скаловскому названию Немана, который переняли и немцы). Жемайтские племена, жившие рядом с куршскими поселениями, называли местность Клайпеда. В настоящее время городище этого замка составляет исторический центр города.
В независимой Литовской республике получил название Клайпеда (так город именовался в 1923—1939 годах). После аннексии нацистской Германией его вновь переименовали в Мемель (1939—1945 годах).
Литовское название «Клайпеда», в первых письменных источниках записанное как Калойпеде, Клавпеде, Клаупеде, Клеупеде, регулярно употреблялось для обозначения окружающей местности уже с начала XV в. (впервые упоминается в 1413 году). Местная топонимика отражает в первую очередь куршские, жемайтские и курсениекские названия — Мелнраге (Melnragė с латышского, старокуршского или курсениекского — «Чёрный Рог/Чёрный мыс», Giruliai c литовского языка — «Лесной», Smeltė с литовского (smėlis, smiltis) и с латышского (smilts, smiltis) — «Песчаная»), так что древнее название Калойпеде предположительно имеет куршское или жемайтское происхождение. Так как в жемайтских говорах есть довольно значимый куршский субстрат, однозначный ответ дать довольно сложно. Немецкие составители местных карт, как правило, не переименовывали, а онемечивали местные названия. Например — Погеген, Пилсатен, Акмонисчкен, в которых очевидны древние куршские и литовские названия. Название Мемеле древние литовцы употребляли для описания заболоченных участков нижнего течения Немана. В древнем документе, описывающем первый поход Тевтонского ордена в «языческие земли», указано, что отряд долгое время шёл по правому берегу реки Мемеле, намереваясь выйти к её устью. Не имея точных карт, они не знали, что Неман впадает в Куршский залив (см. карту). Продолжая поход уже по правому берегу залива, они вышли к месту его впадения в море, по-прежнему думая, что перед ними и есть устье Немана. Соответственно, основанная крепость назвалась Мемельбург. Позднее наименование даже упоминалось в национальном гимне Германии («Das Lied der Deutschen»), как самый восточный город немецких земель: «Von der Maas bis an die Memel» («От Мааса до Мемеля»).
Хотя в основном город в картографии обозначался как Мемель, уже в таких исторических трудах, как «Alt und neues Preussen» (с нем. — «Старая и Новая Пруссия») Кристофера Гарткноха (1689), на карте обозначалась Caloypede.

## История
Территория Клайпеды принадлежала северной части Литовского департамента Восточной Пруссии.

### Немецкое владычество
Населённые пункты куршей на сегодняшней территории города известны с первых веков н. э.
В 1252 году рыцари Ливонского ордена построили деревянный замок Мемельбург (закладка замка произошла 29 июля 1252 года в присутствии магистра Ливонского ордена Эберхарда фон Сайне (нем. Eberhard von Seyne), епископа того же ордена Генриха Курляндского и графа фон Лютцельбурга из Люксембурга). К 1258 году (по отдельным источникам — 1254 году), когда Мемель получил любекское право, на месте первоначальной деревянной стояла уже каменная крепость, а рядом с ней — торговое поселение, основанное купцами, преимущественно дортмундскими.
Изначально, ливонские рыцари намеревались сделать город столицей завоеваний всех земель куршей и жемайтов, поэтому в XIII веке вместе с парафиальным костёлом, в Клайпеде была построена и кафедра им. Св. Марии (храм высшего ранга и центр епархии), которая предназначалась для всей Курляндии и Жемайтии — Курляндской епархии. В 1290 году, епископ Курляндский Эдмунд фон Вёрт (Edmund von Wörth) учредил в Мемеле капитул, в которую входили 6 братьев Ливонского ордена. После 8 лет епископ был вынужден отказался от своих полномочий. Потеряв Жемайтию после 1422 года и из-за постоянных набегов литовцев, орден был вынужден окончательно отказатья от этого плана и понизить статус города, который так и остался приграничным до начала XX века, а кафедра была перенесена в Виндаву.
В 1384 году Тевтонский орден аннексировал Мемель. Город был опорным пунктом в военных действиях немецких рыцарей против литовских племён и неоднократно разрушался (1323, 1379 и др.). В результате Мельнского мира 1422 года Мемель остался за крестоносцами.
С 1525 по 1618 год Мемель принадлежал Прусскому герцогству, с 1618 года — Бранденбург-Пруссии, в 1629—1635 годах — Швеции, с 1701 года — снова Прусскому королевству. Во время Семилетней войны город был осаждён и взят российскими войсками и флотом в июне 1757 года и несколько лет находился под оккупацией Российской империи (1757—1762). После заключения мира с Пруссией в 1762 году город был возвращён Прусскому королевству. В 1807—1808 годах, во время наполеоновской оккупации Пруссии, Мемель был столицей Прусского королевства.
Под немецкой властью Мемель был важным торговым портом, конкурировавшим с Кёнигсбергом и Данцигом.
Уже в XVI веке в городе было развито судостроение, работали судоверфи. Первое упоминание о судостроении встречается[где?] в 1517 году, но имена судостроителей не известны. В 1541 году в городе поселился судостроитель голландец Ян Якобсен. С 1566 года он стал важнейшим судостроителем судов для Альбрехта Бранденбурга-Ансбахского (герцога Пруссии). Первые известия о конкретном в Клайпеде построенном судне относятся к 1560 году. Это морское судно уже в 1562 году доставило в столицу Португалии Лиссабон. Известно, что морские, торговые судна в XVI веке в Клайпеде строили мастера-голландцы, а часть плотников было из Гамбурга.
В середине XVII века город был хорошо укреплён; к началу XVIII века мемельская крепость стала одной из крупнейших в Пруссии.
В 1802 году в Мемель прибыл император России Александр I, которого в небольшом пригородном дворце в северной части города встретил Фридрих Вильгельм III с женой королевой Луизой. В тот же год в городе в честь императора появилась улица Александра, а северная часть города, где проходила встреча, названа Королевским Лесом (нем. Königswäldchen). Эта часть города в знак увековечения этого исторически важного события, была объявлена парковой зоной, где созданы сады и места для прогулок горожан. Местность обсажена дубами, липами, платанами, белыми соснами, каштанами.
После поражения Пруссии в битве при Йене и Ауэрштедте в 1806 году король Фридрих Вильгельм III был вынужден бежать в Мемель. В 1807—1808 годах в Мемель была временно перенесена столица Прусского королевства. Именно здесь в 1807 году им был подписан и оглашён указ об отмене крепостного права в Пруссии.
Мемель был самым северным городом провозглашённой в 1871 году Германской империи. Во второй половине XIX века, во время запрета печатания литовских книг на латинице на территории входившей в состав Российской империи Литвы, Мемель стал центром печатания книг на литовском языке латинскими буквами; эти книги нелегально ввозились в Россию. Город в это время переживал бурный экономический рост: был построен современный торговый порт, открывались промышленные предприятия (преимущественно деревообрабатывающие), развивалось судостроение — в конце XIX века флот Мемеля насчитывал до 80 судов. Активным внешнеторговым партнёром Мемеля была Англия. В середине XIX века порт Мемеля по грузообороту занимал 23-е место в Европе. Среди всех городов Германского таможенного союза Мемель уступал только Гамбургскому порту, а в Балтийском море — лишь Санкт-Петербургскому (но совсем незначительно). При этом порт по грузообороту (819 тыс. тонн в 1859 году) обходил как Данцигский (732 тыс. т), так и Рижский (589 тыс. т) порты, а Кенигсбергский (219 тыс. т) порт — почти в четыре раза.
Во второй половине XVIII века в Старом городе была построена первая пожарная станция города. В 1807 году была построена пожарная станция в Новом городе, в 1828 году — около рынка Старого города. В 1818 году основано добровольное общество противопожарной охраны, в котором было 70 членов, в основном купцы. В 1844 общество реорганизовано в добровольческий союз. Член этого союза Frobeen и член магистрата A. Strauss, после Великого пожара (1854), ознакомившись с организацией пожарной охраны в Данциге, Гамбурге и Берлине, в 1855 году обратились в магистрат с предложением создать профессиональную пожарную станцию. В сентябре 1855 года в Новом городе началось строительство пожарной станции, а в мае 1856 года Клайпеда стала вторым городом в Германии после Берлина с постоянным штатом профессиональной пожарной команды.
После Великого пожара 1854 года в городе было запрещено строительство деревянных домов, максимально ограничено строительство фахверковых зданий, установлена обязательная высота жилых помещений не менее 2,8 м и нежилых не менее 2,5 м.
В середине XIX века на средства крупного торговца семенами цветов и мецената Юлиуса Людвига Винера (нем. Julius Ludwig Wiener), тестаментом оставившего всё своё имущество городу и бедным, от площади Либавы (Лиетувнинку) до поместья Тауралаукис была обустроена и обсажена пятикилометровая променада Винера. В северной части города в XIX веке был высажен парк.
Своим завещанием Юлиус Людвиг Винер 10 000 талеров назначал своему фонду для поддержки учащихся художников и техников (4 стипендии по 360 марок в год), ещё 302 789 талеров было назначено для разных инициатив развития просвещения благотворительным организациям. 1000 талеров было назначено на бесплатное кормление сотни бедняков каждого 1 апреля — в день рождения Винера.

### XX век

#### Под управлением Антанты (1919—1922)
16 февраля 1918 года было провозглашено самостоятельное Литовское государство. 28 июня 1919 года, после подписания Версальского договора, согласно 28-й и 99-й статьям договора в северной части Малой Литвы образован Мемельланд (Клайпедский край), который был отделён странами-победительницами от Германии и поставлен под мандат Лиги Наций. Версальский договор также включал международное признание Литвы.
Председательствующий на Парижской мирной конференции Жорж Клемансо так прокомментировал необходимость в образовании Клайпедского края и отделении его от Германии:

Этот край всегда был литовским, а большинство его жителей по происхождению и языку — литовцы. […] Клайпедский порт — единственный выход Литвы в море.

В 1920 году Мемельская область, согласно Версальскому мирному договору, передана под совместное управление стран Антанты. В Мемель введён французский гарнизон из 200 солдат, а текущие вопросы решало местное самоуправление — «директория», состоявшая в основном из немцев.
11 ноября 1921 года Учредительный сейм Литвы одобрил план присоединения Клайпеды к Литве на правах автономии. Подмандатная территория получила временную французскую администрацию, пока статус Литвы не будет признан де-юре.
Невзирая на то, что 22 декабря 1922 года Франция признала Литву де-юре, передавать край Литве французы не спешили и склонялись к его превращению в город-государство, в котором особые права приобретала бы Польша.
Представители малолитовцев в стремлении осуществить программу Тильзитского акта об объединении Малой Литвы с Литвой пытались повлиять на решения Антанты. С этой целью 3—4 октября 1922 года на конференцию Антанты в Париже отбыла делегация Народного совета Малой Литвы. Члены этого совета потребовали, чтобы Антанта отказалась бы от идеи так называемого «вольного города», но конференция после долгих дебатов так и не достигла удовлетворительного для литовской стороны консенсуса. Члены Народного совета Малой Литвы выдвинули идею восстания против французской администрации. Они обратились к председателю военизированной организации стрелков Винцасу Креве, который организовал тайные переговоры заинтересованных сторон с премьер-министром Литвы Эрнестасом Галванаускасом. Подготовка к восстанию велась в Каунасе и Мемеле. 18 декабря 1922 года члены народного совета Малой Литвы организовали Комитет по освобождению Малой Литвы. Всего в крае было учреждено 12 местных отделений комитета.

#### Восстание 1923 года
К началу 1923 года обострились отношения между Францией и Германией. Франция начала подготовку к превращению Мемеля в вольный город по примеру Данцига. Не желая с этим мириться, литовские власти 10 января 1923 года инспирировали «восстание».
К Мемелю с территории Литвы направились полторы тысячи литовских ополченцев (это были переодетые полицейские, солдаты регулярной армии и члены военизированной организации шаулисов (лит. Šaulys — стрелок). Кроме того, сюда выдвинулись несколькими колоннами 300 местных добровольцев. Командовал операцией майор литовской контрразведки Йонас Будрис.
Литовцам противостояло 200 французских альпийских стрелков (немецкие полицейские сопротивления не оказали), бои за город шли пять дней, а в ходе штурма погибло 12 литовцев, два француза и один немецкий полицейский.
Франция направила в Мемель военную эскадру, Великобритания послала туда крейсер «Кэйлдон». Начавшиеся 25 января переговоры с литовскими повстанцами не имели успеха. Повстанческий комитет отказался передать город французам, а сошедшие на берег патрули были обстреляны и вернулись на корабли. Тогда французским командованием был разработан план вооружённого захвата Мемеля, поддержанный британцами. 2 февраля британский крейсер высадил на берег десант для взаимодействия с французским пехотным батальоном, составлявшим гарнизон Мемеля. Одновременно Литве был выдвинут ультиматум с требованием возвращения Мемельского края в руки верховного комиссара Антанты. При этом Антанта обещала, что в случае принятия ультиматума Мемельский край будет затем передан Литве.
Литва приняла ультиматум, после чего 16 февраля Совет послов Антанты принял решение передать Мемельский край Литве. Это решение было оговорено условием выполнения Литвой следующих требований:
1. автономия края;
2. свобода транзита и использования Мемельского порта Польшей;
3. разработка статуса края и заключение специальной конвенции;
4. равноправие в крае литовского и немецкого языков;
5. уравнение в коммерческих правах в автономии иностранцев с литовскими гражданами.

Кроме того, на неофициальном уровне подчёркивалось[кем?][в какой стране?], что передача Мемеля Литве является своего рода компенсацией[чья?][почему?] за потерю Виленского края.
Эти условия были закреплены в подписанной 8 января 1924 года Конвенции между Литвой и союзными державами (Англией, Францией, Италией и Японией), к которой прилагался «Мемельский статут», являвшийся её неотъемлемой частью. Тогда же, в 1924 году, состоялась и фактическая передача Мемеля под суверенитет Литвы (до этого он управлялся назначенной Советом послов Директорией).
Согласно международному договору от 28 января 1928 года о госграницах, Германия ещё раз признала Мемельский край частью Литвы.

#### В составе Литвы
После передачи Мемельланда Литве город Мемель был переименован в Клайпеду. По данным переписи 20 января 1925 года, из 141 645 жителей, имевших право голоса, 59 315 (41,88 %) отнесли себя к немцам, 37 626 (26,56 %) — к литовцам и 34 337 (24,24 %) — к мемельлендерам (те, у кого родной язык был литовский, но которые считали себя отдельной этнографической группой литовцев, немного отличной от литовцев «Большой Литвы»).
В 1926 году в Литве произошёл военный переворот, возглавивший его лидер партии таутининков (от литовского Tauta — народ) Антанас Сметона установил авторитарный режим. После переворота, в декабре 1926 года в области было введено военное положение, были запрещены немецкие партии[какие?] и распущен[когда?] местный парламент, что было грубым нарушением Мемельского статута. По требованию Лиги Наций[когда?], литовские власти были вынуждены назначить в Мемельской области новые выборы, которые дали большинство немецким партиям (25 мандатов из 29). Однако уже в 1932 году избранные немецкие власти Мемеля были арестованы[почему?]. Следствием стало обращение[когда?] держав — гарантов Мемельской конвенции в Международную судебную палату Лиги Наций, которая потребовала[когда?], от Литвы восстановить права мемельского парламента. В ноябре 1938 года в Мемеле было отменено военное положение.
Находившаяся в составе Литвы Клайпеда оставалась крупным торговым портом — через клайпедский порт осуществлялось до 80 % литовской внешней торговли.

12 декабря 1938 года в Клайпеде состоялись выборы в «сеймик» (городское самоуправление). От их исхода зависело многое, поэтому накануне выборов информация о ситуации в городе ложилась на стол и Гитлеру, и Сталину. В итоге 87 % голосов было отдано за единый список немецких партий. 
20 марта 1939 года Германия предъявила Литве ультиматум с требованием возвратить Клайпедский край, который Литва была вынуждена принять. 22 марта министры иностранных дел Ю. Урбшис и И. фон Риббентроп подписали договор о передаче Германии Клайпедского края.

#### В составе Германии (1939—1945)
После присоединения Клайпедского края к Германии город был снова переименован в Мемель. 24 марта 1939 года рейхсканцлер Адольф Гитлер прибыл в город, где заявил, что порт Мемель станет базой германского флота и морской крепостью, свою речь он произносил с балкона Клайпедского драматического театра. Уже в апреле в городе началось строительство военного аэродрома, долговременных укреплений и подземного хранилища топлива. Во время второй мировой войны Мемель и Кёнигсберг стали первыми объектами бомбардировки советской авиации в соответствии с Директивой № 2, подписанной Тимошенко, Жуковым и Маленковым в 7:15 утра 22 июня 1941 года, то есть спустя 3 часа 15 минут после нападения Германии на СССР.
Во время Второй мировой войны Мемель (Клайпеда) был превращён немцами в центр мощного оборонительного района, вокруг города построили четыре линии укреплений. В октябре 1944 года, при проведении Мемельской наступательной операции, советские войска блокировали Мемель с суши. В городе около двух месяцев держали оборону три немецкие дивизии. В ходе штурма Мемеля 28 января 1945 года город был освобожден Красной армией. Во время блокады и штурма город был сильно разрушен, при эвакуации немецкие войска взорвали промышленные объекты и мосты, при советских бомбардировках пострадало около 60 % зданий, среди которых было немало архитектурных ценностей, которые в итоге не восстанавливались как в Гданьске либо Варшаве, а были снесены в конце 1940-х и 1950-х. В конце января в город прибыл Антанас Снечкус.

#### Литовская ССР (1945—1990)
В августе 1945 года Потсдамская конференция трёх великих держав утвердила передачу Советскому Союзу северной половины Восточной Пруссии. Мемельская область была передана в состав СССР. Город снова получил литовское название Клайпеда. На 1 июля 1945 года согласно данным литовских исследователей, основанных на отчёте и. о. народного комиссара коммунального хозяйства ЛССР Астафьева, жилой фонд города состоял из совершенно разрушенных жилых домов — 1205 (37 % довоенной жилплощади); со степенью разрушения зданий до 25 %, требовавших текущего ремонта — 590 (19 %); со степенью разрушения зданий свыше 25 % — 1424 (43 %).
Указом Верховного Совета СССР от 28 января 1948 года все жители Клайпеды литовской национальности, бывшие литовскими гражданами до 22 марта 1939 года, получали советское гражданство. Немцы из Клайпеды могли ходатайствовать о приёме в гражданство СССР в индивидуальном порядке.
В 1950 году в Литовской ССР прежнее административное деление на уезды было заменено делением на области и районы: так появилась Клайпедская область (существовала до 1953 года).
В советское время в Клайпеде были построены судостроительный завод, база по ремонту судов и рыболовецкий порт. С конца 1959 года численность населения города начала активно расти, и к 1989 году в Клайпеде проживало около 203 тысяч жителей. Основную часть жителей города составляли литовцы, переехавшие сюда из других районов республики, а также представители других национальностей, прибывшие из других республик СССР.
В 1987 году построена международная паромная переправа Клайпеда — Мукран. В советские годы город застраивался по типовым генеральным планам. В 1991 году основан Клайпедский университет.

## Физико-географическая характеристика
Располагается на побережье Балтийского моря в 307 км к северо-западу от Вильнюса. Города связаны автомагистралью A1, проходящей через Каунас, от которого до Клайпеды 216 км.

### Климат
Климат здесь мягкий, морской. Это обусловлено близостью моря. Климат Клайпеды близок к климату Северной Германии и Южной Скандинавии, и характеризуется сильной переменчивостью погоды, дождливым, прохладным летом и довольно теплой, туманной зимой. В Клайпеде очень сильный ветер, который нередко обуславливает штормы, песчаные бури и приносит немалый ущерб хозяйству.
Максимальное и минимальное зарегистрированные значения температуры — +36,6 °C и −33 °C, соответственно.
- Среднегодовая температура — +7,8 C°
- Среднегодовая скорость ветра — 4,5 м/с
- Среднегодовая влажность воздуха — 81 %

| Показатель                    | Янв. | Фев.  | Март  | Апр.  | Май  | Июнь | Июль | Авг. | Сен. | Окт. | Нояб. | Дек.  | Год   |
| ----------------------------- | ---- | ----- | ----- | ----- | ---- | ---- | ---- | ---- | ---- | ---- | ----- | ----- | ----- |
| Абсолютный максимум, °C       | 9,5  | 15,4  | 18,6  | 26,6  | 31,1 | 33,6 | 34,0 | 36,6 | 30,4 | 22,1 | 15,4  | 11,5  | 36,6  |
| Средний суточный максимум, °C | 0,9  | 0,9   | 4,1   | 10,1  | 15,7 | 18,3 | 21,3 | 21,4 | 17,0 | 11,7 | 5,9   | 2,4   | 10,8  |
| Средняя температура, °C       | −1,2 | −1,3  | 1,3   | 6,1   | 11,3 | 14,5 | 17,8 | 17,7 | 13,6 | 9,0  | 3,9   | 0,4   | 7,8   |
| Средний суточный минимум, °C  | −3,4 | −3,6  | −1,1  | 2,8   | 7,4  | 11,2 | 14,3 | 14,4 | 10,3 | 6,3  | 1,6   | −1,6  | 4,9   |
| Абсолютный минимум, °C        | −32  | −33,4 | −22,8 | −12,8 | −5,2 | −2,8 | 5,2  | 2,9  | −3,3 | −7,5 | −14,6 | −24,1 | −33,4 |
| Норма осадков, мм             | 64   | 41    | 45    | 35    | 38   | 66   | 69   | 86   | 79   | 98   | 98    | 74    | 792   |
| Источник: Погода и климат     |      |       |       |       |      |      |      |      |      |      |       |       |       |

## Население
Состав населения Клайпеды во многом отражал и отражает бурную историю этого города, в частности, его переход из рук в руки в ходе европейских конфликтов, миграций, экономических и культурных контактов разных стран и регионов.

### Историческая демографическая специфика и распределение населения
Поскольку Мемель был основан в 1252 году в местах компактного проживания литовцев (племя жемайты) и отчасти литуанизированных уже в X—XIII веках южных куршей и скальвов, в непосредственной близости от собственно литовского государства, в отличие от родственных пруссов, литовцы Малой Литвы в округе не были полностью ассимилированы, хотя их доля в XIX веке постепенно снижалась из-за мощной германизации.
В средневековье город в основном населяли литовцы. Так, в 1258 году в городе были две парафии: один храм (позже Иоганна) обслуживал немногочисленных прибывших колонистов, немецких горожан, а другой, Св. Николая, обслуживал литовцев окрестностей замка. В привилегии города от 1365 года говорится, что горожанам разрешается рыбачить «с литовской стороны» (uff der Litauische Seite), то есть со стороны города и материка, так как Куршская коса называлась «куршской стороной». Первые немецкие колонисты прибыли в Мемель из Гольштейна, Вестфалии (Дортмунда), Любека. Число их долгое время оставалось незначительным. Так, на начало XVI века, в черте города проживало всего 25 семей колонистов (примерно 100—150 человек). В книгах налогов 1540 года значится 90 усадеб горожан (число было несколько большее, так как служащие были уволены от налогов). В то же время в пригородах зарегистрировано 143 семьи, платившие налоги. Другим национальностям (литовцам, шотландцам, евреям Мемеля) городской магистрат в средневековье не дал прав горожан, и эти этнические группы вынуждены были селиться за пределами замка, городских стен и валов, образуя обширные пригороды. Только немцам позволялось селиться в административной черте города, а некоторые скидки делались лишь голландцам. Так, после чумы начала XVIII века в опустевший город были позваны не литовцы пригородных кварталов или сельские жители близлежащих деревень, а приглашены жители Зальцбурга, 158 которых прибыло в город в 1732 году.
Из-за этой специфики города на протяжении всей его истории (вплоть до начала XX века) пригороды по числу населения превосходили город в его административных границах.
До XVI века город помещался на замковом острове. Лишь в XVI веке более активно стал развиваться Старый город, где герцогом Альбрехтом Фридрихом в 1571 году в соответствии с Кульмским правом были выделены земельные участки под строительство новых усадеб. Вся территория делилась старым руслом реки на северную часть или Старый город, где селились немецкие купцы и ремесленники, и более хаотичный Кожевенный квартал (позже Фридрихштадт), где селились представители «более грязных» профессий: кожевники, банщики, цирюльники, рыбаки и представители этнических групп, которым запрещалось селиться в Старом городе: литовцы, шведы, шотландцы. В XVII веке, опоясывая Старый город оборонными валами, Фридрихштадт остался отделён от Старого города рукавом реки Данге. Ввиду малой территории Старого города, к концу XVII века мест для поселения в административных границах стало не хватать, и всё больше немецких купцов, ремесленников стало селиться во Фридрихштадте и настаивать на присоединении этого пригорода к Старому городу. Но представители власти в 1693 году дали району Кожевников привилегию, эмблему, флаг и назвали Фридрихштадтом, хотя одинаковых юридических прав пригород не получил, не имея ни ратуши, ни суда, ни бурмистра. Фридрихштадт управлялся сеньором (Aalteste), подчинявшимся решениям магистрата Мемеля, а судебные дела решались в Старом городе. В пригороде число жителей стремительно росло, и он как числом жителей, так и числом купцов и ремесленников уже опережал сам Старый город. В 1722 году Фридрихштадт был включён в административные границы города, а разделявшее их русло реки засыпано (улица Большая Воды; лит. — улица Диджёйи Ванденс) и обе части города полностью слились.

#### Исторические пригороды старого Мемеля
Южнее Фридрихштадта находилось несколько крупных поместий. Поместье Шпицхут (Spitzhut), в конце XIX века поглощённое целлюлозной фабрикой и разросшимися Королевской Смелте, в 1833 имело 1103 жителя, поместье Бернштайнбрух (нем. Bernsteinbruch) или Гинтаро пялке (лит. Gintaro pelkė), известное ещё со списков налогов 1540 года (35 усадеб), в 1833 имело 856 жителя, а Боярская Смелте 423 жителя и небольшое поместье Румпишке (114 жителей в 1910; 237 в 1927). Все эти населённые пункты к середине XIX века срослись и были административно объединены и присоединены к деревне Королевская Смелте (4249 жителей в 1895), а в 1918 году присоединены к городу. С 1904 года в Королевскую Смелте курсировал городской электрический трамвай.
Северные пригороды Большая (Королевская) Вите уже в 1540 году населяло 20 семей, платящих налоги, а Малую Вите 23 семьи. Последний в XVII веке полностью слился с Большой Вите. Пригород постепенно рос. В 1825 году в Большой Вите стоял 321 жилой дом, а число жителей пригорода достигало 3610. В стратегическом смысле Большая Вите уже в XIX веке воспринималась как часть города, так как в 1812 году, планируя и строя шанцы, пригород был включён в территорию укреплений. Диалог о включении пригорода в городскую черту вёлся на протяжении всей первой половины XIX века, но лишь в 1856 году Большая Вите была инкорпорирована в черту города, так увеличивая население города сразу на треть. Если по переписи 1855 года в черте города проживало 11 976 человек, а в пригороде Большая Вите — 5114, то после присоединения пригорода к городу население Мемеля в 1856 году подскочило до 17 198 человек
К востоку от Вите находился пригород Крумяместис (лит. Город Кустов), так названный из-за ботанических особенностей местности. Крумяместис был населён литовцами, которых колонисты не впускали в Старый город. В конце XVI века как загородные земли пригород передан городу. В 1730 году в пригороде было 36 усадеб.
В конце XVII века, когда в пригороде сильно выросло число жителей, между которых выросло число колонистов, властями сделана сепарация: более богатые представители немецкого населения квартала перемещены в административные границы города.
Севернее Крумяместиса была песчаная местность с дюнами, из-за своих географических особенностей называемая Зандшоле (нем. Sandscholle). На территории в XIX веке строились мельницы и селились мельники. Территория в 1809 году отведена королём Фридрихом Вильгельмом III городу с целью озеленить песочные дюны. В 1814 году к востоку от дюн образована деревня Зандвер (нем. Sandwehr), куда поселили 12 работников для озеленения местности. В 1823 году в деревне проживало уже 423 человека. В 1850 году деревня включена в городскую черту.
В XIX веке, включив на полных правах пригороды Королевская Вите, Крумяместис, Зандшоле, Зандвер севернее реки Данге в административные границы города, вся территория постепенно стала называться Новым городом.
Похожий характер Клайпеда возвращает в последние 20 лет из-за мощной субурбанизации, когда городские кварталы и отдельные новые посёлки строятся за чертой города, при этом они обладают всей городской инфраструктурой (городской водопровод, сеть городских велодорожек, городской маршрутный транспорт).

#### Английская и шотландская община города в XVIII—XIX веках
Первым, кому удалось преодолеть барьеры национальной дискриминации, были англичане и шотландцы, которые в XVIII и на протяжении большей части XIX веков занимали главные посты и стали доминировать в экономической, культурной, лингвистической (доминирующим языком высшего слоя горожан стал английский язык, а местный немецкий говор был насыщен английскими словами и поговорками) жизни города. Высшие посты в магистрате, торговле, в порту занимали англичане и шотландцы, английский образ жизни, мода доминировали. Самые роскошные особняки и дворцы принадлежали англичанам и шотландцам, около которых по английской традиции разбивали сады.
Известный немецкий путешественник Готфрид Петер Раушник-Розенваль (нем. Gottfried Peter Rauschnick-Rosenwall) так описал Клайпеду, которую посещал в 1819 году:

Если какой-нибудь русский или немец собирается ехать в Англию, ему следует какое-то время побыть в Мемеле. Здесь он освоится с английскими манерами и обычаями, которые всякому неангличанину сначала кажутся безобразными. Жители города, торгующие почти исключительно с британцами, так полюбили обычаи этого острова, что подражают им при любом случае, иногда даже до смехотворности. Разговаривают только по-английски, едят, пьют, играют согласно английским обычаям. Даже обращаются так же грубо и неприветливо, как и англичане.
Наиболее известными, богатыми и влиятельными семьями этого периода были Симпсоны (Simpson), Маклэйны (MacLean), Муттри (Muttray), Гриффины (Griffin), Пло (Plaw), Огилви (Ogilvy), Коулы (Cowle), Потты (Pott), Питкерны (Pitcairn), Губбы (Gubba), Мэйсоны (Mason), а также другие. Из-за упавшей к концу XIX века торговли с Британией эта община города пришла в упадок, а многие её члены эмигрировали в Британию.
В 1807 году вместе с отменой крепостного права принятое новое городское право разрешило селиться в административной части города представителям любых национальностей.

### Состав населения в XX веке
По немецкой переписи 1910 года население Литовского побережья составляло 149 766 человек, из которых 67 345 человек считало родным языком литовский (45 %). Литовцы преобладали в сельских округах региона и пригородах, а немцы в собственно городах края. При этом по данным той же переписи более 82 тысяч человек (55 %) признали родным немецкий язык. В самой Клайпеде преобладало немецкое население, но зато в пригородных кварталах доминировали литовцы.
В XIX веке город превратился в крупный центр издательства на литовском языке латиницей, после чего книги контрабандным путём перевозились в соседние территории российской Литвы, где латиница была запрещена. Печатные издания, издаваемые в данный период, были двух типов: для «Большой Литвы» издаваемые издания на жемайтском и сувалкийском диалектах литовского с польской орфографией (sz, cz, ł), распространённой на территории бывшего Великого княжества Литовского и для жителей Малой Литвы, используя немецкую орфографическую традицию (готический шрифт, использование ß, ſ, ℑ, ℭ и др., использование заглавной буквы в существительных, нарицательных и собственных имён, буквы ė) и местный диалект литовского языка.
В 1848 появилась первая газета на литовском языке («Lietuvininkų prietelis») как приложение к немецкому еженедельнику «Memeler Wochenblatt» (издаваемый с 1817). В конце XIX века в городе издавались газеты на литовском говоре Малой Литвы: «Lietuwißka Ceitunga», издаваемая в 1877—1940 годах с многочисленными более специализированными приложениями разного толка, такими как «Beilage zu der Lietuviszka ceitunga», «Kalėdų pridėtka», «Laukininkų prietelis» (1896—1900), «Laukininkas» (1929—1939), «Lietuvos ūkininkas» (1900), «Naujausi vaizdai iš viso svieto», «Priedas Lietuviškos ceitungos», «Pridėjimas prie Lietuviškas ceitungas», «Pridėtka prie Lietuviškos ceitungos», «Šventai dienai» (1932—1939). В 1881—1939 годах выходила двуязычная газета лютеран края «Pakajaus Paſlas» и др. издания. Главной немецкой газетой города являлась «Memeler Dampfboot» (1849—1945).
По состоянию на 1920 год, в Мемельской области проживало 140 746 жителей, из которых немцев было 71 156 человек, а литовцев — 67 269. Реально национальный состав края был следующим: 41,9 % — немцы; 26,6 % — литовцы, а 24,2 % — так называемые «мемельлендеры-клайпедчане», то есть малолитовцы, считавшие себя немного отдельной этнографической группой от литовцев так называемой «Большой Литвы»; 7,3 % составляли представители других национальностей. В черте самого города Мемеля, где население составляло более 23 тысяч жителей (23,5 тысячи в 1912 году), немецкое преобладание было подавляющим, но литовцы доминировали в пригородных кварталах и спутниках города, которые фактически были частью города (городская застройка кварталов, трамвайное сообщение, водопровод и т. д.), но административно в него не входили. К тому же в пригородах проживало немало и курсениеков. Так, Франц Тэцнер (Tetzner) пишет, что ещё в начале XX века литовцы пригородов Мелнраге и Бомельсвите, вместе с курсениеками выходя в море рыбачить, общались с ними на латышском. Как указывается в немецких путеводителях и справочниках того времени, большинство жителей пригорода Королевская Смелте были литовцами (4249 жителей в 1895 году). В черте самого города число литовцев начало расти в результате присоединения к городу пригородных кварталов. В 1918 году в черту города влились пригороды Смелте (так называемые Королевская Смелте и Боярская Смелте) с более чем 6000 жителями (6030 в 1910 году, 6255 в 1927 году), поместье Йонишке (829 жителя в 1910 году) и пригород Вите Бомеля (Бомельсвитте, Бомелё Вите; 3262 жителя в 1885 году; 3378 в 1890 году, из них 2300 или 68 % литовцы), где абсолютное большинство жителей составляли литовцы. Так, из-за административных реформ и миграции населения из сельской местности число литовцев в черте самого города постоянно росло: в 1905 году их было 6,4 %, в 1912 году — 21,5 %, в 1925 году — 30,5 %. Число литовцев особенно подскочило в 30-х годах. Так в 1934 году из 440 новорождённых Клайпеды 264 были детьми литовских родителей, хотя немецкие источники этого периода дают намного меньшее (заниженное) число литовцев в городе (например, Der Grosse Brockhaus. Leipzig, — 11 % литовцев в 1932 году).
В 1944—1945 годах город был сильно разрушен во время боёв. По данным литовских исследователей, в конце 1945 года в городе проживало около 8300 человек, а к июлю 1946 года — уже до 30 тысяч. Бывшее население Клайпеды (прусские литовцы) возвращалось из Германии: число вернувшихся составляло по разным оценкам от 6 до 8 тысяч человек. В 1946—1953 годах в город прибывали новые волны поселенцев — русских и русскоязычных рабочих из республик СССР. Поначалу (до конца 1940-х годов) в городе, в том числе и в органах власти, преобладало русскоязычное население, чему способствовала близость Калининграда. В начале 50-х годов литовцы становятся преобладающей группой. Тем не менее город в значительной степени сохраняет свой многонациональный характер. По данным переписи 2021 года русские составляли 16 % населения города.
С 1991 по 2020 год имел место не только отрицательный естественный прирост, но и, после принятия Литвы в ЕС, интенсивная миграционная убыль населения, как в столицу Литвы Вильнюс, так и в Западную Европу (из-за эмиграции за границу, в 2001—2020 годах Клайпеда потеряла 34 тыс. жителей). В 2019—2023 годах, за исключением 2022 года, население города росло.
С другой стороны, из-за интенсивной субурбанизации, население Клайпедского района с начала 2000-х годов увеличивается, пригороды Клайпеды стремительно растут, образуя новые городские кварталы вне черты самого города.
Иллюстрацией этого служит желание жителей нового коттеджного посёлка Сленгяй (1100 жителей, 270 га) в Клайпедском районе присоединиться к городу. Начатый процесс включения посёлка в городскую черту очень интересен жителям других коттеджных посёлков. Возможно, в будущем и другие новые кварталы будут включены в черту города.
Из-за миграции в пригороды Клайпеды число жителей клайпедского района выросло с 45 тысяч в 1989 до 72 тысяч в 2023.
| Численность населения Клайпеды (в административной черте города) | Численность населения Клайпеды (в административной черте города) | Численность населения Клайпеды (в административной черте города) | Численность населения Клайпеды (в административной черте города) | Численность населения Клайпеды (в административной черте города) | Численность населения Клайпеды (в административной черте города) | Численность населения Клайпеды (в административной черте города) | Численность населения Клайпеды (в административной черте города) | Численность населения Клайпеды (в административной черте города) |
| 1722                                                             | 1782                                                             | 1790                                                             | 1813                                                             | 1823                                                             | 1837                                                             | 1855                                                             | 1861                                                             | 1875                                                             |
| ---------------------------------------------------------------- | ---------------------------------------------------------------- | ---------------------------------------------------------------- | ---------------------------------------------------------------- | ---------------------------------------------------------------- | ---------------------------------------------------------------- | ---------------------------------------------------------------- | ---------------------------------------------------------------- | ---------------------------------------------------------------- |
| 3400                                                             | ↗5500                                                            | ↗6300                                                            | ↗7230                                                            | ↘5300                                                            | ↗9000                                                            | ↗17 000                                                          | ↗17 500                                                          | ↗20 000                                                          |
| 1890                                                             | 1897                                                             | 1905                                                             | 1924                                                             | 1938                                                             | 1950                                                             | 1959                                                             | 1970                                                             | 1979                                                             |
| ↘19 282                                                          | ↗20 100                                                          | ↗20 700                                                          | ↗36 187                                                          | ↗47 189                                                          | ↗48 500                                                          | ↗89 500                                                          | ↗140 342                                                         | ↗176 648                                                         |
| 1992                                                             | 2001                                                             | 2011                                                             | 2014                                                             | 2015                                                             | 2016                                                             | 2017                                                             | 2018                                                             | 2019                                                             |
| ↗207 100                                                         | ↘192 954                                                         | ↘162 690                                                         | ↘157 350                                                         | ↘156 141                                                         | ↘154 275                                                         | ↘149 806                                                         | ↘148 103                                                         | ↗148 506                                                         |
| 2020                                                             | 2021                                                             | 2022                                                             | 2023                                                             |                                                                  |                                                                  |                                                                  |                                                                  |                                                                  |
| ↗149 452                                                         | ↗152 008                                                         | ↘150 950                                                         | ↗172 292                                                         |                                                                  |                                                                  |                                                                  |                                                                  |                                                                  |

#### Национальный состав
По окончании войны в середине 1940-х годов в городе несколько лет преобладали русские, а с начала 1950-х годов и поныне — литовцы. Имеется значительное славянское меньшинство (~19 %).
Число литовцев в Клайпеде (согласно переписям населения):
- 1871 — 4,7 %[46]
- 1890 — 4,7 %[47]
- 1905 — 6,4 %
- 1925 — 30,3 %
- 1959 — 55,2 %
- 1970 — 60,9 %
- 1979 — 61,5 %
- 1989 — 63,0 %
- 2001 — 71,3 %
- 2011 — 73,9 %
- 2021 — 77,5 %

Национальный состав по переписи 2011 года:
- 73,85 % (119 894) — литовцы;
- 19,63 % (31 872) — русские;
- 1,92 % (3120) — украинцы;
- 1,66 % (2698) — белорусы;
- 0,33 % (540) — поляки;
- 0,21 % (337) — немцы;
- 0,15 % (241) — евреи;
- 0,11 % (184) — татары;
- 0,11 % (181) — латыши;
- 0,10 % (166) — армяне;
- 0,49 % (790) — др. национальности;
- 1,44 % (2337) — не указали.

Всего по переписи населения 2011 года в Клайпеде проживали жители 77 национальностей.
Национальный состав по переписи 2021 года:
- 77,5 % (117 781) — литовцы;
- 16 % (24 368) — русские;
- 1,74 % (2649) украинцы;
- 1,21 % (1835) белорусы;
- 0,3 % (499) поляки;
- 0,95 % (1437) — др. национальности;
- 2,26 % (3438) — не указали.

Русскоязычные жители имеют сеть детских садов и школ. В настоящее время действуют 4 прогимназии и 2 гимназии. 
В советское время издавалась газета «Советская Клайпеда» (на русском и литовском языках), с 3 января 1990 года она выходит под названием «Клайпеда» (русскоязычная версия была закрыта в 2007 году, возобновлена в 2010 году как еженедельник). 
Помимо общелитовской музыкальной радиостанции «Русское радио Балтия» имеется и местное радио на русском языке («Радуга»). Первый Балтийский Канал, в вечернем блоке новостей которого также регулярно появляются сюжеты о событиях Клайпеды, имеет здесь свой корпункт (В настоящее время не вещает).
Бывшие депортированные немецкие жители Мемеля и их потомки (мемелендеры) более-менее компактно проживают на территории современной Германии, поддерживают историю своей родины на портале memelland-adm.de Архивная копия от 24 января 2022 на Wayback Machine.
С 1992 года в Клайпеде действует муниципальная гимназия имени Германа Зудермана — единственная средняя школа в Литве, где обучение ведётся на литовском и немецких языках. Школу посещают более 500 учеников.

## Экономика
Клайпеда — важнейший экономический центр западной части Литвы и крупнейший порт на литовском побережье Балтийского моря. Основные отрасли промышленности — химическая, пищевая (рыбообрабатывающая, хлебобулочная, молочная, производство газированных напитков), деревообрабатывающая и мебельная, упаковочная. Развиты судостроение и судоремонт. Важное место в экономике города занимает сфера обслуживания (портовые и логистические, туристические и многие другие услуги). В городе насчитывается около 2500 предприятий.
Основные иностранные инвесторы — из Дании, Швейцарии, Германии, Норвегии, США, Индии, Украины и Канады. В 2002 году на окраине города, вблизи порта, была организована свободная экономическая зона (СЭЗ) площадью 412 га; в рамках СЭЗ работало (на конец 2010 года) 17 предприятий (из них 40 % — иностранные), инвестиции превысили 400 млн евро. Налажено производство электронных устройств, пластиковой посуды и гранул, архитектурного стекла, металлических конструкций, пищевой упаковки, биодизельного топлива; действуют рыбообрабатывающие и металлообрабатывающие предприятия.
Крупные предприятия пищевой промышленности — пивоваренный завод «Швитурис», действующий с 1784 года (в настоящее время принадлежит концерну «Carlsberg»).
Среди предприятий деревообрабатывающей отрасли выделяется «Клайпедос медена»; мебель производит «Klaipedos baldai».
В городе действует судоремонтные предприятия (Западный судоремонтный и судостроительный завод, Западный судостроительный завод «Балтия», Клайпедский судоремонтный завод).
В городе работает три крупные судоходные компании DFDS Seaways (старое название — Lisco Baltic Service), Литовское морское пароходство и Limarko.
Наиболее значительная компании в области погрузочно-разгрузочных услуг — стивидорная фирма KLASCO, 20 тыс. тонн минеральных удобрений в сутки, такое же имеет предприятие «Bega»), BKT (Birių krovinių terminalas) совместное литовско-белорусское предприятие по транспортировке сыпучих удобрений лидер среди портовых предприятий, Клайпедское Смяльте (контейнеры Рo-Рo).

### Клайпедская нефтебаза
В 1962 году образована «Клайпедская Нефтебаза», с 1993 зарегистрирована как «Pemco Kuras», в 2003 году базу приобрела немецкая компания, образовав «SCT Lubricants». Торговые марки «Mannol», «Fanfaro».
В Клайпеде расположен нефтяной терминал «Клайпедос нафта».
В 2014 году был открыт Клайпедский терминал сжиженного природного газа, построенный Литвой самостоятельно всего за 3 года. Это первый терминал СПГ в странах Балтии, который обеспечит Литве энергетическую независимость.

### Клайпедский порт
Клайпедский порт образован в 1991 году слиянием отдельных торгового и рыболовного портов. Площадь порта составляет 415 га, площадь акватории — 623 га, глубина акватории — 14 м. Порт оборудован причалами общей длиной 24,9 км; некоторые причалы предназначены специально для работы с контейнерными, перевалочными и конвенциальными грузами. Порт способен обрабатывать до 40 млн тонн грузов в год (2010 год — 31,2 млн т грузов) и ежегодно обслуживает около 7 тыс. судов. Имеется развитая железнодорожная сеть (общая протяжённость 69,2 км). Из клайпедского порта в немецкие Засниц и Киль, шведский Карлсхамн, датские Копенгаген и Фредерицию регулярно отправляются грузовые паромы. Порт отправляет регулярные контейнерные поезда в Одессу и Москву. Отправляются преимущественно контейнеры, нефтепродукты, удобрения, торф, лесоматериалы, продукты питания.
В 1999 году был построен современный грузовой терминал, в 2002 году был модернизирован входной канал (ширина 150 м); в 2003 году открылся терминал для обслуживания круизных судов.
2008 год стал этапным в развитии порта — впервые за годы существования порт переработал 30 млн тонн грузов и вышел по этому показателю на первое место среди портов стран Балтии (Вентспилс, Рига, Таллин). Однако на следующий год произошло сокращение грузопотоков, ввиду начавшегося экономического кризиса.
В настоящее время (2012 год) ведётся строительство нового грузопассажирского терминала.
| Грузооборот клайпедского морского порта, (млн тонн) | Грузооборот клайпедского морского порта, (млн тонн) | Грузооборот клайпедского морского порта, (млн тонн) | Грузооборот клайпедского морского порта, (млн тонн) | Грузооборот клайпедского морского порта, (млн тонн) |
| 1990                                                | 1991                                                | 1992                                                | 1993                                                | 1994                                                |
| --------------------------------------------------- | --------------------------------------------------- | --------------------------------------------------- | --------------------------------------------------- | --------------------------------------------------- |
| 16,12                                               | ↘15,68                                              | ↘12,92                                              | ↗15,91                                              | ↘14,66                                              |
| 1995                                                | 1996                                                | 1997                                                | 1998                                                | 1999                                                |
| ↘12,9                                               | ↗14,8                                               | ↗16,1                                               | ↘15                                                 | →15                                                 |
| 2000                                                | 2001                                                | 2002                                                | 2003                                                | 2004                                                |
| ↗19,4                                               | ↘17,24                                              | ↗19,74                                              | ↗21,19                                              | ↘20,25                                              |
| 2005                                                | 2006                                                | 2007                                                | 2008                                                | 2009                                                |
| ↗21,79                                              | ↗23,61                                              | ↗27,36                                              | ↗29,88                                              | ↘27,86                                              |
| 2010                                                | 2011                                                | 2012                                                | 2013                                                | 2014                                                |
| ↗31,28                                              | ↗36,59                                              | ↘35,24                                              | ↘33,42                                              | ↗36,41                                              |
| 2015                                                | 2016                                                | 2017                                                | 2018                                                | 2019                                                |
| ↗38,51                                              | ↗40,14                                              | ↗43,17                                              | ↗46,58                                              | ↘46,26                                              |
| 2020                                                | 2021                                                | 2022                                                | 2023                                                | 2024                                                |
| ↗47,8                                               | ↘45,62                                              | ↘36,1                                               | ↘32,7                                               | ↗35,5                                               |

### Клайпедская геотермальная станция
В 1992—1994 годах в рамках Балтийского проекта по геотермальной энергии (англ. Baltic Geothermal Energy Project), профинансированного правительством Дании, на территориях Литвы и Латвии были проведены геотермальные исследования. На основе этих исследований была спроектирована геотермальная станция, а местом постройки первой в Литве станции была выбрана Клайпеда. В 2000 году в южном районе города была построена геотермальная электростанция, суммарный бюджет строительства которой составил 19,5 млн долларов. Было пробурено 4 скважины — каждая глубиной 1100 м. Температура геотермальной воды, поступающей из скважин, составляет +38 °C. Мощность станции — 41 МВт (что достаточно для обеспечения жителей в летнее время тёплой водой и для отопления трети квартир в зимнее время), из них 18 МВт — геотермальная энергия, а 23 МВт вырабатывают 3 котла.

## Образование
Основным высшим учебным заведением Клайпеды является университет, основанный в 1991 году. Действуют также высшая морская школа и частный христианский университет LCC, кафедра визуального искусства Вильнюсской художественной академии. Имеется консерватория имени C. Шимкуса. Кроме того, имеются один государственный, а также несколько частных колледжей.

## Транспорт

#### Уличная сеть
Из-за расположения города вдоль Куршского залива и моря, Клайпеда имеет длину порядка 20 км от южных жилых районов до северных, но небольшую ширину, составляющую всего несколько километров. Поэтому основные магистрали города формируют несколько широких (по 3-4 полосы движения в одном направлении), прямых и длинных проспектов (проспект Taikos и шоссе Šilutės plentas) с юга на север и их связывающие проспекты с востока на запад (проспекты Šiaurės, Baltijos, Statybininkų, Jūrininkų).
Одна из главных магистралей города — проспект Балтии — связывает автостраду из Вильнюса и Каунаса c центром города, паромной переправой и портом. По этой причине, проспект является одной из наиболее загруженных улиц в Литве. На восточных окраинах города, проспект начинается трёхуровневой развязкой с эстакадами — Jakų žiedas (Якай), новыми эстакадами длиной более 670 и 694 м над шоссе Шилутес, построенными в 2023 году и эстакадой над улицей Минийос длиной 332 м на территорию порта, построенной в 2016.
Шоссе Шилутес (Šilutės plentas), связывающее Клайпеду с городом Шилуте и переходит в улицу Mokyklos, ведущую к железнодорожному и автобусному вокзалам в Клайпеде. Большая часть улицы Мокиклос проведена на насыпи и на эстакадах: общая длина эстакадного моста через реку Данге, насыпи и эстакады над улицей Liepų составляет более 650 метров.

### Междугородный транспорт

#### Автодороги
Хорошо развитой сетью автодорог Клайпеда связана с крупнейшими городами и приморскими курортами Литвы.
В Клайпеде берут начало европейские магистрали E 85 и E 272, а также планируемая трансъевропейская магистраль Виа Карпатия.
- Автомагистраль A1, проходящая с юго-востока на северо-запад Литвы, связывает Клайпеду с крупнейшими городами страны — Каунасом и столицей Вильнюсом.

Литовская магистральная дорога A13 связывает Клайпеду с курортом Палангой, международным аэропортом в Паланге и ведёт в латвийский портовый город Лиепая. Дорога, по которой проходит административная граница города, служит восточной объездной дорогой Клайпеды; при этом часть её имеет стандарт скоростной. В будущем весь отрезок до строящейся с конца 2013 года объездной дороги Паланги получит статус скоростной дороги.
Литовская дорога 141 первой категории связывает Клайпеду с Шилуте, Пагегяй, Юрбаркасом и Каунасом, а также ведёт в Советск. Планируется часть дороги между Клайпедой и Шилуте после реконструкции приспособить к стандарту скоростной.
Литовская дорога 167 первой категории, проходящая по Куршской косе, связывает Клайпеду и её часть на косе с Морским музеем в Смилтине, с курортами самоуправления Неринги: Юодкранте, Первалкой, Прейлой и Нидой.
В 2014 году управлением порта, министерствами, самоуправлениями Клайпеды и Неринги поднимается вопрос о строительстве моста через Куршский залив длиной 1300 м, который соединил бы портовую Клайпеду и Куршскую косу (для улучшения сообщения с курортной Нерингой).
В Клайпеде находится крупнейший перекрёсток Литвы — кольцо Якай (лит. Jakų žiedas). Перекрёсток является частью магистральной дороги Вильнюс — Каунас — Клайпеда, соединяет пять дорог: Каунас — Клайпеда, Клайпеда — Лиепая, Каунас — Юрбаркас — Клайпеда, Якай — Довиляй, а также клайпедскую улицу Тильжес. Из-за большой загруженности дорог интенсивность движения на перекрестке Якай — около 25 тысяч автомобилей в течение суток. Во время I этапа (2008 год — декабрь 2010 года) реконструкции кольцевого перекрестка Якай в Клайпеде была построена на тот момент самая длинная четырёхполосная эстакада (610 метров) в Литве, которая получила наивысшую награду на конкурсе «Продукт года — 2010» — золотую медаль.
Ширина эстакады — от 20 до 30,5 метра. Конструкция перекрытия эстакады — цельно-монолитное железобетонное полое перекрытие, армированное ненапряжённой арматурой и установленное на опоры. Перекрытие эстакады устанавливалось в несколько этапов, так как нет технологического решения, позволяющего натянуть трос из 22 витков длиной 610 метров. Для натяжения применялась специально изготовленная современная техника.
Во время II этапа реконструкции кольцевого перекрестка Якай (декабрь 2010 года — декабрь 2012 года) построена эстакада по направлению Каунас — Паланга длиной 317 метров и эстакада по направлению Паланга — Каунас длиной 552 метра. Обе эстакады имеют по две полосы движения в каждом направлении. Перекресток Якай стал трёхуровневым.

#### Железнодорожный транспорт
В 1872 году было начато строительство государственной железной дороги между Тильзитом и Клайпедой, которая соединила два города в 1875 году. Клайпеда стала частью Восточной железной дороги (Ostbahn).
В 1892 году от Клайпеды дорога была продлена до станции Байорай на границе с Российской империей, но из-за протекционизма российских властей её не продлили на территорию Ковенской губернии. Лишь во время Первой мировой войны дорога была продлена через Скуодас до Приекуле. В 1924—1932 годах литовское правительство построило участок дороги от Кретинги до станции Кужяй (около Шяуляя), таким образом Клайпеда соединилась железной дорогой с Каунасом, что стимулировало рост перевозок и развитие порта.
Железнодорожное пассажирское сообщение осуществляется курсирующим пять—шесть раз в день экспрессом Клайпеда — Вильнюс, проходящим через Кретингу, Плунге, Тельшяй, Шяуляй, Радвилишкис, Кедайняй, Йонаву и Кайшядорис. Длина всего маршрута составляет 376 км и преодолевается за 4:39—4:49 часа.
Два раза в день осуществляется сообщение между Клайпедой и Радвилишкисом (через Шяуляй).
Пассажирское железнодорожное сообщение между Клайпедой и Шилуте осуществляется ежедневно (4 рейса из Клайпеды в Шилуте и 4 — из Шилуте в Клайпеду).
В 2023—2024 годах ведётся электрификация железной дороги между Кайшядорис и Клайпедой, которую намечается завершить в 2025 г. Это позволит увеличить скорость на многих отрезках линии железной дороги Вильнюс-Клайпеда. Стоимость работ составляет 411 миллионов евро. Намечается для обновлённой линии приобрезти новые электрические поезда.

#### Воздушный транспорт
Первый аэродром был оборудован в городе перед Первой мировой войной рядом с поместьем Сендварис. После войны аэродром был закрыт. Для нового аэродрома в 1922 году было куплено поместье Румпишкес с бывшими сельхозугодиями. Уже с 1922 было налажено воздушное сообщение по маршруту Данциг — Кёнигсберг — Клайпеда — Рига, с 1923 самолёты Юнкерс обслуживали новую линию Кёнигсберг — Клайпеда — Рига — Таллин, а с 1924 года работала линия Берлин — Клайпеда — Каунас.
После Второй мировой войны Клайпеда и регион обслуживается Палангским международным аэропортом (с 1937 года), находящимся в 32 км от города и осуществляющим регулярное воздушное сообщение с Копенгагеном, Осло, Ригой, Лондоном. Воздушное сообщение с Россией, Польшей и Белоруссией осуществляется в летний период. С 2014 года международный аэропорт Паланга является филиалом государственного предприятия «Литовские аэропорты».

#### Морской (паромный) транспорт
Международные паромные линии связывают Клайпеду с немецкими Килем и шведским Карлсхамном. В 2014 году оператор услуг DFDS Seaways и порт Клайпеды вели переговоры с представителями этих портов по организации линий в Мальмё и Копенгаген. В 2012 и 2013 годах было перевезено соответственно 340 000 и 345 000 пассажиров.
Клайпедский терминал круизных судов — терминал в Клайпедском порту, начавший свою деятельность в 2003 году. Оператор терминала АО «Klaipėdos laivų remontas».
Терминал занимает территорию в 1,2 га и находится всего в 100 м от замка города и в 300 м от центральной площади Старого города. В терминале около набережных (у домов 28—33) могут швартоваться суда длиной до 315 метров, шириной до 45 метров и осадкой судна до 8,6 метра. В терминале создана вся туристическая инфраструктура: инфоцентр, гостиницы, рестораны, бары, услуги такси.
Терминал украшает скульптура «Мечта детства», изображающая мальчика с собачкой (автор скульптуры Сваюнас Юркус, архитектор Витаутас Паулионис).
Круизная статистика:
| Год  | Число круизных судов | Число туристов |
| ---- | -------------------- | -------------- |
| 2003 | 28                   | 9115           |
| 2004 | 49                   | 14250          |
| 2005 | 59                   | 23701          |
| 2006 | 48                   | 24914          |
| 2007 | 65                   | 35680          |
| 2008 | 46                   | 32820          |
| 2009 | 50                   | 33335          |
| 2010 | 45                   | 34962          |
| 2011 | 36                   | 21441          |
| 2012 | 43                   | 26731          |
| 2013 | 40                   | 32757          |
| 2014 | 63                   | 57797          |
| 2015 | 51                   | 60202          |
| 2016 | 52                   | 64285          |
| 2017 | 63                   | 74166          |
| 2018 | 58                   | 69651          |
| 2019 | 51                   | 68000          |
| 2020 | -                    | -              |
| 2021 | 2                    | 1050           |
| 2022 | 61                   | 47000          |
| 2023 | 41                   | 42000          |

Действуют две паромные переправы на Куршскую косу. Старая паромная переправа предназначена для пассажиров, в основном для пляжников и посетителей Морского музея Литвы и дельфинария, находится в устье реки Данге. В 2013 году переправу украсил современный терминал с залами ожидания, рестораном.
Новая переправа находится в южной части города и предназначена для автомобилей.

#### Междугородный автобус
От автовокзала Клайпеды начинаются автобусные маршруты во многие города Литвы, в Ригу и Рижский аэропорт. Каждые 20 минут курсируют маршрутные такси до Паланги и Палангского международного аэропорта. Маршрутные такси в Вильнюсский и Каунасский аэропорты курсируют от торгового центра «Акрополис». Новый автобусный вокзал построен на основе государственно-частного партнёрства и принадлежит «Клайпедскому автобусному парку».

### Городской транспорт

#### Городская и узкоколейная железная дорога
В 1875 году начато строительство промышленной железной дороги в порт города (она соединила Мемель и Тильзит железной дорогой). В 1876 году открыта промышленная ветка в Зимний порт. В 1878 железная дорога продлена до южной площади Баласта. После первой мировой войны эта неудобная ветка, совпадающая с несколькими городскими улицами квартала Вите Бомеля и пересекающая некоторые из них, была ликвидирована. Построена новая ветка, огибающая городские кварталы севернее жилых домов. Кроме государственной промышленной железной дороги, в 1919—1929 годах построены ветки муниципальной промышленной железной дороги, соединившие порт, промышленные предприятия квартала Смелте, целлюлозную фабрику и новый судостроительный завод (Schiffswerft Memel — Lindenau & Cie., Eisen- und Holzschiffbau, Maschinenfabrik und Giesserei) Пауля Линденау (нем. Paul Lindenau). К 1929 году длина муниципальных промышленных железных дорог достигла 20 км.
Мемельские узкоколейные дороги (Memeler Kleinbahnen AG). Три линии открыты 22 октября 1906 года Обществом Мемельских Городских железных дорог (образованным 18 августа 1904 года). Первые ветки шли от Клайпеды до Пежайчяй (длина 34,8 км), Довилай и Лаугаляй (длина 4,6 км), от Клеменгофа в Пликяй (длина 34,8 км), а также через Клайпеду на Смелте. Узкоколейная железная дорога использовалась как для перевозки грузов, так и для пассажирского сообщения.
В 1909 году на УЖД проведены испытания автосцепки Шарфенберга. Это было первое испытание автосцепки Шарфенберга в реальных условиях эксплуатации.
Во время первой мировой войны были проложены узкоколейные линии до городской газовой фабрики и скотобойни.
В 1930 году некто Йонас Сквирблис разобрал участок УЖД в районе Довилай с целью ограбления почтового вагона, перевозившего деньги.
В 1940 году УЖД передана обществу «Stadtische Werke Memel AG».
Подвижной состав: 5 паровозов (три C-n2t 1-3, Freudenstein 213·215/1905; два 1C-n2t 4-5, O&K 2790, 3290/1909), 8 пассажирских вагонов, 3 почтово-багажных и 78 грузовых. Показанный на снимке электровоз использовался для развозки грузов по городским трамвайным путям.
С 2012 года в отреставрированном здании вокзала бывшей узкоколейной железной дороги (недалеко от автовокзала Клайпеды) действует бар-ресторан XIX amžius. Около ресторана открыта скульптура стрелочника, созданная клайпедским скульптором Клаудиюсом Пудимасом. Бронзовая скульптура изображает стройную фигуру работника железной дороги XIX века времён Германской империи в тогдашней униформе, держащего фонарь. Адрес — S. Nėries g. 16a (ул. С. Нериес 16а).

#### Трамвай
Клайпедский электрический трамвай появился ещё во времена Германской империи в начале XX века и действовал в 1904—1934 и 1950—1967 годах. В конце 1920-х и начале 1930-х это был единственный городской рельсовый транспорт в предвоенной независимой Литве (после закрытия конки и городской узкоколейной пассажирской железной дороги в Каунасе), единственный в советской Литве, а также единственный электрический трамвай, когда-либо действовавший в Литве (в 1920-х в Вильнюсе недолгое время действовал бензиновый, в Каунасе — паровой трамвай). Трамвай обслуживал не только Клайпеду, но и пригороды. Трамвайные пути также использовались для развозки грузов от железнодорожного вокзала и из порта.
Городскими властями планируется возрождение трамвая, который будет вновь междугородним в формате современного скоростного легкорельсового транспорта (light rail), связывая Клайпеду и Швянтойи через Палангу и аэропорт.

#### Городской автобус
В городе хорошо развито автобусное сообщение. Основным его координатором является общественное учреждение «Клайпедский пассажирский транспорт» (лит. Klaipėdos kelevinis transportas). Учреждение для выполнения своих функций нанимает перевозчиков: предприятие самоуправления «Клайпедский автобусный парк» и частных перевозчиков.
Действуют 41 автобусный маршрут и 4 микроавтобусных маршрута. В пригород следуют 18 пригородных маршрутов.
В общественном транспорте действует карточная система электронных билетов (e-bilietas), которой пользуется большинство горожан. В автобусах билеты на проезд стоят дороже, чем в киосках (и тем более по сравнению со стоимостью поездки по карточно-электронным билетам).
В 2013 году город приобрёл 12 новых газовых французских автобусов «Irisbus», а в 2014 году — 12 новых испанских Carrocera Castrosua (11 газовых и 1 гибридный электрический).
C 2019 года в городе курсируют два в Клайпеде созданные литовские электрические автобусы Dancer. Строится завод по сборке этих автобусов и планируется увеличивать число данной модели на маршрутах.
В 2023 г. решено до конца 2024 г. все городские автобусы заменить на электрические. В конце 2023 г. в город прибыли 13 первых длинных эл. автобусов. Это первые электрические автобусы в странах Балтии с «гармошкой» — длинные. В 2024 г. в город будут поставлены ещё 23 электробуса и в Клайпеде будет курсировать 36 электрических автобусов.

#### Городской электрический водный автобус
В 2023 г. в Клайпеде открыт городской маршрут электрического водного автобуса по реке Данге, соединивший центр и северный жилой район. Судна были спроектированы и построены в Клайпеде литовской фирмой.
Первые маршруты пароходов по реке Данге были организованы ещё в XIX веке, когда из центра аристократы города плавали в дворец Луизы ради чаепития, а в XX веке пароходные маршруты связывали центр города с Тауралаукисом, где были зоны досуга.

#### Электромобили
В настоящий момент на территории города оборудованы четыре зарядки для электромобилей. Две из них оборудовал муниципалитет и две — частные фирмы. Эксплуатация одной зарядки для властей города обходится в 600 евро. Планируется, что до конца 2020 года на территории города будут оборудованы 18 зарядок для электромобилей. Как исключение, электромобилям в Клайпеде можно ехать по улице Тилто, а также по полосе, предназначенной для общественного транспорта. В 2019 году в городе насчитывалось 52 электромобиля.

#### Велосипедное движение
В городе очень удобно передвигаться на велосипеде. В течение последних 5 лет муниципалитет Клайпеды выделил немало средств на прокладку велосипедных дорожек. В летний период работают несколько пунктов проката велосипедов. На велосипеде можно легко добраться до близлежащих курортов: Паланги и Ниды.

## СМИ

### Радио
- Новое радио — 90,6 FM
- Radijo 9 — 91,4 FM
- Opus3 — 91,9 FM
- Zip FM — 92,5 FM
- La Luna — 94,9 FM
- Power Hit Radio — 96,7 FM
- Kelyje — 99,8 FM
- Vakarų FM — 100,4 FM
- Радиостанция Радуга — 100,8 FM
- European Hit Radio — 104,1 FM

### Телевидение
- ТВ Балтикум
- литовское аналоговое и цифровое телевидение,
- кабельное (TEO) телевидение

### Газеты
- Vakaru Ekspresas
- Клайпеда

### Порталы новостей
- atviraklaipeda.lt
- ve.lt

## Достопримечательности
- Барочное Здание музея Истории Малой Литвы с чертами рококо
- Фахверковый склад второй половины XVIII века в Старом городе по улице Aukštoji (улица Аукшто́йи)
- Комплекс Фахверковых складов XVIII века в Старом городе по ул. Daržų (Даржу́)
- Клайпедская ратуша
- Исторические здания по ул. Aukštoji (Аукшто́йи) в Старом городе
- Здание библиотеки в Новом городе Клайпеды по улице Herkaus Manto (улица Геркуса Мантаса)
- Комплекс Клайпедского университета и межвоенные виллы горожан с птичьего полёта
- Одно из зданий Клайпедского университета
- Здания Клайпедского университета
- Старейший[84] действующий баптистский храм в Европе на правом берегу реки Данге в Новом городе Клайпеды
- Церковь в межвоенном храме в стиле новой вещественности
- Жилой дом в Старом городе
- Здание Клайпедского почтамта в историческом Новом городе по улице Liepų (улица Лие́пу)
- Здание банка в стиле югенд в Новом городе по улице Liepų (улица Лие́пу)
- Виллы в стиле югенд по улице Геркуса Мантаса
- Жилой дом начала XX века в стиле югенд в историческом Новом городе Клайпеды
- Здание гостиницы в Старом городе
- Яхты в Замковом порту
- Современные высотные здания в Клайпеде
- Памятник Видунасу
- Скульптура детектива криминальной полиции
- Скульптура призрака по мотивам средневековой городской легенды в замковом канале
- Скульптура «Прощание» на привокзальной площади

Город сильно пострадал во время великого пожара 1854 года (в котором погибло 40 % его застройки, 256 жилых домов, сгорели символами города служившие склады Гермеса, Леопарда, Трёх Крыш, Двух Братов, Великий, Чайки, Карла и др., ныне известные лишь из гравюр и чертежей; всего сгорело 83 складов) и Второй мировой войны вместе с последующей советизацией города, после которой было потеряны все крупнейшие храмы города, 60 % старинной рядовой застройки, некоторые интересные в архитектурном смысле промышленные здания, главные символы города (здание Биржи, одна из первых в Европе пожарная станция).
Так, в войну погиб так называемый Дом Слона, старинный фахверковый склад недалеко от площади Лиетувнинку, бывший вместе с рядом стоявшим дворцом торговца древесины и тайного торгового советника Германа Герлаха, одним из символов города и ещё в начале XX века внесён в списки архитектурных памятников города.
Печальная участь постигла и здание Биржи, стоявшее около моста Биржи на месте теперешнего сквера Atgimimo (Возрождения). Известное с XVII века, здание биржи, вместе со своими залами собраний, печатным домом и старейшим в городе книжным магазином и читательским залом, торговым центром, гостиницей и помещениями для религиозных обрядов протестантских общин города, долгое время являлось одним из важнейших культурных, финансовых и политических центров города и его символом, а его башня служила одной из доминант города. В данный момент среди общественности города, политиков, историков, архитекторов, предпринимателей ведётся дискуссия о возможном восстановлении части или всего утерянного во время Второй мировой войны квартала вместе со зданием Биржи.
Храм Иоганна (Johanneskirche), стоявший в Мемеле, был известен с 1258 года (вместе с храмами Св. Марии и Св. Михаила). Храм множество раз разрушался, горел и менял место. Предполагается, что лютеранский храм Иоганна после Реформации уже стоял на восточном остром конце острова Старого города, но сгорел в 1540 году. Отстроенный храм был назван в честь Св. Иоанна, в 1630 перестраивался, а после пожара в 1678 реставрировался. В 1696—1706 годах трёхнефный храм Иоганна с восьмиугольными звёздными сводами отстроил инженер Шенвальд (нем. Schönwald) в конце Рыночной улицы. Это сооружение имело длину 37 м, ширину 22 м и башню высотой 50 м. В 1790 году здание ремонтировалось, а его башня повышена до высоты 61 м с обзорным балконом, использованным пожарными, английскими часами, позолоченным флюгером в форме парусного судна, приобрела умеренные черты барокко. В интерьере доминировал позолоченный алтарь, подаренный одним жемайтским вельможей, над которым висел герб фундатора — золотой лев.
В храме также находился портрет уроженца Клайпеды, историка Маттеуса Преториюса (нем. Matthäus Prätorius). В 1823 флюгер заменён на чёрного орла с позолоченным крестом. Храм пострадал во время Великого пожара (1854) города и, используя старые стены, под личным присмотром и учитывая замечания короля Фридриха Вильгельма IV, знаменитым архитектором Фридрихом Штюлером спроектирован новый храм, возведён в 1856—1858. Здание приобрело черты готики. Массивная верхняя восьмиугольная, сложной формы, часть, повышена до 75 м, стала главным акцентом всего города. Пилястры старого здания были украшены пинаклями, указом короля в боковых фасадах были спроектированы по пять фронтонов. Над входом прикреплён керамический портрет Симона Даха. Несколько картин для интерьера храма подарил сам король Фридрих Вильгельм IV. В конце Второй мировой войны храм сгорел и был снесён по её окончании. Существует фонд восстановления храма, ведутся активные дискуссии на тему полного восстановления в ближайшем будущем, между общественностью, политиками, общиной лютеран.
Интерес представляют две исторические части города: Старый город на южной стороне реки Данге (вместе с Фридрихштадтом) и Новый город. Старый город является памятником урбанистики из-за регулярной сети улиц в северной части, сформировавшейся здесь в XIII—XV веках (напоминает шахматную доску) и более свободный южный бывший пригород Фридриха. Весь Старый город занимает 92,7 га. На данной территории государством охраняются 34 отдельные здания и ещё 19 комплексов зданий. На правом берегу реки Данге государством охраняется историческая часть города, называемая Новым городом. На этой территории размером 203,5 га, размещаются 47 памятников архитектуры и ещё 10 архитектурных комплексов зданий. Охраняется и историческая сеть улиц Нового города, урбанистический комплекс, со свойственной структурой и его исторический характер.
Кроме этих двух территорий, отдельные достопримечательности, как бывшие поместья, приморские виллы, межвоенные кварталы, исторические промышленные комплексы, встречаются на всей территории материковой Клайпеды, так и на части Клайпеды на Куршской косе. В историческом центре города встречаются и современные достопримечательности, такие как скульптура Волшебный мышонок 2006 года установки.
До наших дней дошли остатки форта XIX века на Куршской косе, остатки замка XV—XIX веков постройки в Старом городе, а также несколько замковых бастионов.
Характерными для города являются кварталы каменных и фахверковых складов, старейшие из которых относятся к XVIII веку. Интереснейшие образцы фахверковых зданий в Старом городе — это пятиэтажный склад второй половины XVIII века с мансардной крышей, высотой более 15 м по ул. Aukštoji 3 (Аукшто́йи 3) и рядом, во дворе, находящиеся одноэтажный фахверковый склад и двухэтажный фахверковый склад с односкатной крышей, ул. Aukštoji 3а и Aukštoji 3b; въездные трёхэтажные фахверковые склады XVIII века с односкатной, выгнутой (особенность Клайпеды) крышей во дворе по ул. Daržų 10 (Даржу́ 10) и приблокированный к нему трёхэтажный фахверковый склад двухскатной крышей и высунутой верхней частью, ул. Pasiuntinių 7 (Пасюнтиню́ 7). Теперь здания используются как центр художества и ремесла «Meno kiemas». Ряд фахверковых складов XVIII и XIX веков находятся также по ул. Daržų 1 (Даржу́ 1), ул. Vežėjų 4 (Вяже́ю 4), Комплекс четырёх бывших фахверковых складов XIX века, принадлежавший торговцу Ф. Х. Леперту, который использовался для хранения и торговли различными предметами быта, находится в «Фридрихском пассаже», ул. Tiltų 26 и 26a (Ти́лту 26). Фахверк использовался и в XX веке. Около реки Данге следуя по велодорожке в ботанический сад Клайпеды, до наших дней сохранился комплекс фахверковых складов бывшей фабрики удобрений «Union» (построенные в 1913 и 1928). Ближе к порту сохранился другой комплекс складов XIX века, принадлежавший сыну купца Карла Эмануэля Вольфа (нем. Karl Emanuel Volf) краснокирпичный двухэтажный склад и рядом находящийся фахверковый двухэтажный склад с кирпичным цоколем, принадлежавший Самуэлю Шульцу Михельсену (нем. Samuel Schulz Michelzen), улица Žvejų 8a и 8b (улица Жвяю́, д. № 8а и д. № 8б). В Старом городе по улице Kepėjų 17 (улица Кяпе́ю, д. № 17), находится и ряд каменных складов. Двухэтажный с мансардой каменный, склад начала XVIII века, в середине XVIII века принадлежавший Христиану Файнгольцу (нем. Christian Feinholc), а в начале XX века, компании «Berlowitz ir Co», торговавшей табаком. Рядом (улица Kepėjų 3 и Kepėjų 11a) каменные склады середины XIX века с мансардными частями фахверковой конструкции. Около реки Данге в 1860—1871 годах построены два склада с неоготическими элементами: трёхэтажный склад (в послевоенное время 3-й этаж разобран) «Германия» (Germania Speicher), где до войны хранилось зерно одной сельскохозяйственной фирмы и двухэтажный склад «Данге» (Dange Speicher), который до войны использовался как склад селёдки, а теперь занят рестораном-баром «Memelis» (улица Žvejų 4 и 4a). Кроме складов, фахверковое строительство до запрета после Великого пожара (приморские виллы и особняки в швейцарском стиле элементы фахверка использовали и дальше), иногда использовалось и в жилищном строительстве. Самый интересный образец, столярным мастером Готлибом Дицем (Gottlieb Dietz) в XVIII веке построенный шикарный, сложной конфигурации, дворец по ул. Sukilėlių 19 (Суки́лелю 19). В первой половине XIX века здание принадлежало стекольным мастерам. По ул. Didžioji Vandens 5 (Диджёйи Вандя́нс 5), находится ещё один жилой дом XVIII века со складами фахверковой конструкции с высоким камином. По ул. Bažnyčių 3 и 4 находится одноэтажный с мансардой, жилой дом XVIII века и рядом с ним находящееся г-образное здание, которое в XVIII веке использовалось как гончарная мастерская. По ул. Skerdėjų 12 и Bružės 2 находится комплекс зданий XVIII века, состоящий из фахверкового и каменного зданий со двором, который использовался для обслуживания рынка. Фахверковые приморские виллы конца XIX — начала XX века (с чертами югендстиля) встречаются в приморских районах города, Гируляй, Смилтине (ул. Šlaito 12 (Шлэйто 12), 1863 г.; ул. Smiltynės 10 (Смилти́нес 10), 1920 г. и ул. Smiltynės 11, 1910 г.; ул. Smiltynės 17, 1901 г.; курхауз Клайпеды; ул. Smiltynės 22, 1910 г.). Отдельные фахверковые здания или здания с элементами фахверка встречаются в Новом городе, портовой зоне, промышленных зонах и др. местах Клайпеды.
По улице Puodžių (улица Пу́о́джю) в Новом городе, где в XVIII—XIX веках устраивался длинный рынок ремесленников, находится аутентичный классицистический дворец, принадлежавший голландскому купцу Мемеля XIX века Антонию Герту Оферлендеру (нем. Antonie Gert Overländer), фамилия которого встречается в плане города, составленном в 1840 году. Этот купец, бывший одним из богатейших горожан Мемеля (в списке налогов магистрата за 1855 год указывается, что Оферлендер платит годовой налог в размере 3500 талеров), вместе с Арнольдом Карлом Шой (Arnold Carl Scheu) был совладельцем судоходой компании, в которой в том числе имелись в клайпедской судостроительной компании Бехренда Пипера (нем. Behrend Pieper) построенные барки «Myrrhe» и «Othello». Оферлендер также был совладельцем барка «Satisfaction».
Этот голландский купец являлся и совладельцем одного из крупнейших торговых домов Мемеля, который торговал дорогими товарами из Англии: мужской и женской одеждой, дорогими тканями для платьев, головными уборами, сёдлами, уздами, оружием.
Имеются также здания магистрата (1770-е годы), театра (1870-е годы) и почтамта в стиле неоготика (1904). В Старой Клайпеде насчитывается несколько десяток построек в стиле фахверк, немало эклектических строений.
В Замковом порту, по дороге в круизный терминал, находится уникальный Поворотный мост — единственный механизм такого типа в Балтийских странах. Железный поворотный мост возведён в 1855 году через ров Дасселя между замковым прудом и рекой Данге. Это уникальное техническое устройство из кованого железа, поворачивается вручную. Строительство этого цепного моста из клёпаной стали финансировал богатый купец, арендующий находящиеся рядом склады, для удобства транспортировки грузов.
Мост используется как пешеходный. По установленному графику, несколько раз в день, специальными приспособлениями сотрудники, присматривающие за мостом, соединяют два берега, а через некоторое время поворачивают мост для запуска яхт в Замковый пруд, тем устраивая представление для туристов и горожан.
Смотровые площадки Клайпеды:
- Костёл Марии Царицы Мира. Поднявшись на высоту 46,5 метровой башни церкви, вы сможете насладиться панорамными видами города.

Цена билета для взрослых 3 лита, для детей — 2 лита. Адрес — Rumpiškės g. 6 (ул. Ру́мпишкес 6).
- Ресторан Restoranas XII на 12-м этаже гостиницы с панорамой 360° и висящим снаружи стеклянным туалетом. Адрес — Naujojo Sodo g. 1 (ул. На́уйойо Со́до 1).
- Ресторан-бар VIVA LAVITA на 20-м этаже башни К и с открытой террасой на крыше здания. Ресторан типа «lounge» с панорамным лифтом. Адрес — Naujojo Sodo g. 1a (ул. На́уйойо Со́до 1a)

В городе действует 9 профессиональных и любительских театров (Музыкальный, Драматический, Замковый и др), открыто более 10 выставочных залов и галерей, имеются 9 хоров, 11 оркестров, 47 музыкальных ансамблей, джазовый клуб, целый ряд культурных центров и студий. В Клайпеде расположены музеи, которые можно назвать уникальными — Морской музей и шоу дельфинов, Музей часов и Музей кузнечного дела, Картинная галерея. О перипетиях истории рассказывают экспозиции в Историческом музее Малой Литвы и Клайпедского замка. В многочисленных ресторанах и кафе города можно отведать традиционные блюда литовской и европейской кухни, а также сорта местного пива.

### Музеи

#### Литовский морской музей
Литовский морской музей расположен в старой крепости Копгалис и отличается своей комплексной экспозицией, в которой представлены морская природа, история мореплавания, старинное и современное рыболовство, морские науки, а также рассказывается о контроле над загрязнениями окружающей среды и широком, многостороннем спектре взаимоотношений человека и моря. Музей существует уже почти двадцать лет.
Именно этой разноплановостью музей отличается от большинства специализированных морских музеев соседних с Литвой стран. Другой отличительной чертой морского музея является множество экспонатов. Первое, что привлекает внимание посетителей, это живые экспонаты: рыбы, морские млекопитающие, птицы. Богатые коллекции кораллов и раковин, насчитывающие около 20 000 единиц и имеющие высокую научную ценность. Те, кто интересуется кораблями, могут увидеть модели кораблей разного времени, а экспозиция на открытом воздухе ознакомит вас с настоящими судами и различными конструкциями якорей. Музей окружают море, прекрасная природа и уникальный, чистейший воздух Куршской косы. Этнографический домик рыбака на берегу Куршского залива повествует о жизни в рыбацкой деревне конца XIX — начала XX века.
Возле музея выставлено судно, построенное клайпедским рыбаком Гинтарасом Паулёнисом (1945—1994). Не будучи профессиональным моряком, но являясь настоящим фанатичным любителем моря, он самостоятельно построил его на основании древних чертежей ньюфаундлендских кораблей. 28 июня 1994 года он отправился из Клайпеды в надежде стать первым литовцем, пересекшим Балтийское море на древнем корабле, и 14 июля он достиг берегов Швеции, после чего, гордый победой, вскоре отправился обратно тем же путём. Тем не менее 5 октября 1994 года останки его небольшого судёнышка были выброшены на берег Ниды. Тело отважного человека было найдено спустя десять дней. Считается, что причиной его гибели послужил шторм, который унес и жизни более чем 800 пассажиров парома «Эстония».

#### Музей-аквариум
Построенный в здании старого форта, аквариум является домом для пингвинов, морских львов и котиков. Здесь можно посмотреть водные шоу с участием черноморских дельфинов и морских львов.
Сейчас в аквариуме можно увидеть не только пресноводных рыб и рыб Балтийского моря, но и таких редких животных как серые тюлени.
Специалисты музея-аквариума много лет разводят их, чтобы затем отпустить в их родную морскую среду. Здесь есть экзотические пингвины с далекого юга и невиданные рыбы коралловых рифов, которых можно редко встретить даже в тропических морях. Летом на площадке за музеем проходят весёлые выступления тюленей Северных морей.
Дельфинарий вызывает заслуженный интерес не только у жителей Литвы, но и у населения всего Балтийского региона. Взрослые и дети могут узнать много нового о дельфинах Чёрного моря, посмотрев театральное представление с их участием.
В представлении также участвует пара калифорнийских тюленей, выращенных в зоологическом саду в Дуйсбурге (Германия).
Другая, не менее интересная сторона деятельности музея — дельфинотерапия для детей-инвалидов.

#### Музей часов
Открыт в 1984 году, расположен в красивом особняке XIX века. Здание, построено как загородная резиденция богатейшим горожанином шотландского происхождения Иоганном Симпсоном (Johan Simpson) в начале XIX века. Позже дворец принадлежал семье шотландцев Мутрэй (Mutray), торговцу и мэру города Вильгельму, а после его смерти доктору медицинских наук Иоганну Августу (Johan August Mutray). После 1913 года здание принадлежало банкиру Иоганну Гирхбергеру (Johan Hirchberger), во время правления которого здание и приобрело свой теперешний облик. Во время последней реконструкции фасад здания украсили четыре колоны и две классические скульптуры, символизирующие торговлю и ремесло. В музее можно ознакомиться с самыми разнообразными приспособлениями, с помощью которых человек пытался измерить время в разные исторические эпохи. В музее представлены солнечные, звёздные, огненные, водяные и песочные часы. Имеется уникальное собрание механических часов XVI—XIX веков. Есть в музее и современные часы — электромеханические, электромагнитные, электронные и кварцевые, а также коллекция старинных лунных и лунно-солнечных календарей. Под всеми экспонатами дополнительная информация — гравировка, диаграмма и объяснительные тексты. Дворик музея очень красив, летом в нём можно увидеть цветочные часы, он используется для различных городских мероприятий, а также для прослушивания концертов находящегося рядом Клайпедского карильона. Адрес — ул. Liepų (Лие́пу), 12.

#### Картинная галерея Пранаса Домшайтиса
Открыта 1 июня 1973 года. Расположена в исторической части Клайпеды, на одной из самых красивых улиц города, занимает комплекс зданий XIX—XX веков. В экспозиции галереи — живопись Западной Европы, Литвы, Латвии, России, скульптура, графика. С 2001 года действует постоянная экспозиция (около 600 работ) литовского художника-экспрессиониста европейского масштаба Пранаса Домшайтиса (1880—1965) и культурный центр его имени, где регулярно организуются различные мероприятия. Адрес — ул. Liepų (Лие́пу), 31—35.

#### Музей кузнечного дела
Открыт к юбилею города в 1992 г. Экспозиция музея — это ажурные кресты, ограды, ворота, характерные для Малой Литвы, кузнечные инструменты, кованая домашняя утварь. Значительную часть экспозиции составляет собранные клайпедским реставратором по металлу Дионизасом Варкалисом могильные кресты, ограды, ворота из Малой Литвы и со старых кладбищ, а также характерные только для портового города старые флюгера. В действующей реставрированной кузнице можно приобрести оригинальные образцы кузнечного искусства. В XIX веке здесь была известная на весь Клайпедский край кузница мастера Густава Кацке.
Адрес — Šaltkalvių g-vė. 2 (ул. Ша́лткалвю, 2).

#### Музей истории Малой Литвы
Музей расположен в одном из старейших зданий Города Фридриха, в Старом городе, на улице, которая до конца XVII века являлась руслом реки, одним из рукавов дельты реки Данге, окончательно засыпанная административно соединив Фридрихштадт и Старый город в 1722. Об этом напоминает название улицы.
Здание не один раз реконструировалось, свой теперешний облик, пышное убранство в стиле барокко с ломанной мансардной крышей и замысловатыми волютами оконных рам, приобрело после перестройки 1773—1774 года, когда дворец принадлежал директору отделения Российской Императорской почты, Иоганну Християну Витте (Johan Christian Witte).
Позже земельный участок с городским дворцом, соседствующий с посессией Функа (Funck) и кузницей, принадлежал Бергеру (Berger), в 1858—1866 был владением мастера по изготовлению лошадиных сёдел Блеснера (Bläsner), в 1898—1909 собственностью семьи торговца Шлесс (нем. Schless), а с 1926 по 1939 принадлежал Рахель Катценельбоген (нем. Katzenellebogen).
Под зданием находятся глубокие подвалы и полуподвалы XVII века, свидетельствуют, что изначально здание было приспособлено под торговлю.
Экспозиция знакомит с бытом литувининков, с историей немецко-литовских отношений, в ней вы увидите археологические находки, коллекцию нумизматики (на территории Клайпеды и края при археологических раскопках найдены римские монеты, средневековые монеты стран Европы), старые карты, открытки, письма, фотографии, конверты. В Музее имеется интересная и богатая иконография Восточной Пруссии и Клайпедского края. Адрес — Didžioji Vandens g. 6 (улица Диджёйи Вандя́нс, д. № 6).

#### Музей Клайпедского замка
Археологические раскопки на месте Клайпедского замка начались в 1968 г. В советское время замок был недоступен для широкой публики, поскольку на его территории располагался судоремонтный завод. Сегодня[когда?] замок все больше становится местом притяжения туристов, чему способствует интересная экспозиция музея.

### Парк скульптур
На входе в Парк скульптур находится мемориальная надпись: «Красный террор уничтожил не только живущих, но и мёртвых, и он не был остановлен на Клайпедском кладбище…». Она указывает на то, что до 1977 г. здесь находилось кладбище, где хоронили немцев и «мемелендеров». Могилы сравняли с землёй по указанию властей. До наших дней сохранилось несколько надгробий в северо-восточном углу кладбища. В те годы горожанам, не безразличным к истории города, удалось вынести с разрушенного кладбища и сохранить уникальные железные кресты, которые после восстановления независимости Литвы стали основой экспозиции учреждённого в 1992 году Музея кузнечных изделий (ул. Šaltkalvių g. 2, Ша́лткалвю 2).

### Музей. «Дом старинных автомобилей — Memel Automuzeum»
25 мая 2024 года, основатель Аугустинас Янкявичюс, открыл автомобильный музей на территории старого Клайпедского газового завода. В музее выставлены машины в основном 20-х годов XX века, а также старинная мебель и различные экспонаты. Среди них — водительское удостоверение женщины водителя, выданное в 1918 году.

## Спорт
В городе базируются футбольный клуб «Атлантас», мужской баскетбольный клуб «Нептунас», мужской баскетбольный клуб «Клайпедос Нафта — Университетас», женский баскетбольный клуб «Фортуна», гандбольный клуб «Драгунас». Детская школа единоборств «Авангард». Так же в городе есть скалолазный клуб «Scala Dream». Работают две детские баскетбольные школы.

## Главы и мэры
- 1990—1992 гг. — Повилас Василяускас
- 1992—1994 гг. — Бенедиктас Петраускас
- 1994—1995 гг. — Юргис Аушра
- 1995—1997 гг. — Сильвияс Шукис
- 1997—2000 и 2000—2001 гг. — Гентвилас, Эугениюс
- 2001—2003, 2003—2007, 2007—2011 гг. — Римантас Тарашкявичюс
- 2011—2015, 2015—2019, 2019—2023 гг. — Витаутас Грубляускас
- 2023 — сейчас — Арвидас Вайткус

## Местные традиции
Праздник моря
В последние выходные июля Клайпеда становится очень шумным городом. Множество людей гуляют по улицам и проводятся театральные представления. Это начинается веселый праздник моря, который ежегодно, с 1934 года, проводится в Клайпеде в последние выходные июля. Иногда праздник моря празднуется 1 августа и совпадает с днём рождения города с 1252 года.
Главным героем праздника является Нептун, который плывёт на старом корабле по реке Дане.
В эти дни проводятся много культурных мероприятий, выставок, концертов, а также гонки на яхтах и соревнования рыбаков. Почитается память моряков, погибших в море. В 2014 году праздник собрал более миллиона участников. В это же время проводится парусная регата «Baltic Sails».
«Poezijos pavasaris» («Поэтическая весна»)
Международное мероприятие, в котором принимают участие поэты из разных стран.
Клайпедская музыкальная весна
Старейший музыкальный фестиваль в Литве.
Джазовый фестиваль Клайпедского замка
Впечатляющее, красочное, незабываемое событие, которое проходит в Замке и Старом городе в начале июня и собирает около 20 тыс. зрителей.
«Parbėk laivelis»
Международный фольклорный фестиваль, проходящий каждый второй год в июне или июле, крупное событие в жизни Зап. Литвы. Основные мероприятия проходят на воде.
Музыкальный август у моря
Международный фестиваль оперной и классической музыки (июль—август).
«Šermukšnis» («Рябина»)
Международный фестиваль театров, организатор — Клайпедский театр «Pilies» («Замковый»).
«Пробег надежды» («Vilties bėgimas»).
Организуется (с 2008 года) на праздник Троицы, имеет целью поддержку страдающих онкологическими заболеваниями. Участники соревнуются на трёх дистанциях: 2,9 км, 5,6 км, 10 км. C 2013 г. в пробеге участвуют и велосипедисты. С 2016 г. в программу пробега включён полумарафон.

## Города-побратимы
- Гдыня (пол. Gdynia), Польша (с 1993 г.)
- Дебрецен (венг. Debrecen), Венгрия (с 1970/1989 гг.)
- Карлскруна (швед. Karlskrona), Швеция (с 1989 г.)
- Кёге (дат. Køge), Дания (с 1995 г.)
- Котка (фин. Kotka), Финляндия (с 1994 г.)
- Кудзи (яп. 久慈市), Япония (с 1989 г.)
- Лейпциг (нем. Leipzig), Германия (с 2002 г.)
- Лиепая (латыш. Liepāja), Латвия (с 1997 г.)
- Любек (нем. Lübeck), Германия (с 1990 г.)
- Маннгейм (нем. Mannheim), Германия (с 2002 гг.)
- Норт-Тайнсайд, Великобритания (c 1995 г.)
- Одесса, Украина (с 2004 г.)
- Рюген (нем. Rügen), Германия (с 1993 г.)
- Циндао (кит. трад. 青岛, упр. 青島, пиньинь Qīngdǎo), Китай (с 1993 г.)
- Щецин (пол. Szczecin), Польша (с 2002 г.)
- Кливленд, США (с 1992 г.)
- Хайфа, Израиль (с 2014 г.)
- Актау (каз. Ақтау), Казахстан (с 2015 г.)